# ジークムント・フロイデンベルガー
ジークムント・フロイデンベルガー（Sigmund Freudenberger、1745年6月16日 - 1801年11月15日）は スイスの画家、版画家である。

## 略歴
ベルンの法律家の息子に生まれた。叔父に役人で版画家のヨハン・ルードヴィヒ・ネティゲル(Johann Ludwig Nöthiger: 1719-1782)がいる。ベルンの肖像画家、ハントマン(Jakob Emanuel Handmann)に学んだ。アドリアン・ツィングとパリにでて修行し、パリには1765年から1773年まで滞在した。パリでフランソワ・ブーシェ、ジャン＝バティスト・グルーズ、ノエル・アレ、アレクサンドル・ロスラン、ヨハン・ゲオルク・ヴィレといった画家たちと知り合った。
ベルンに戻った後、肖像画や風俗画の分野で油絵やパステル画を描いた。フランスの風俗画家、ニコラ・ランクレやアントワーヌ・ヴァトーのスタイルの作品を描いた。ベルンに私立の美術学校を開き、教えた学生にはフランツ・ニクラウス・ケーニッヒらがいる。1770年代の終わりから版画の制作を行うようになり、ファッション雑誌「Journal des Luxus und der Moden」の挿絵を描いた。スイスの農民や街のひとの生活を題材にした。
ベルンで死去した。

## 作品

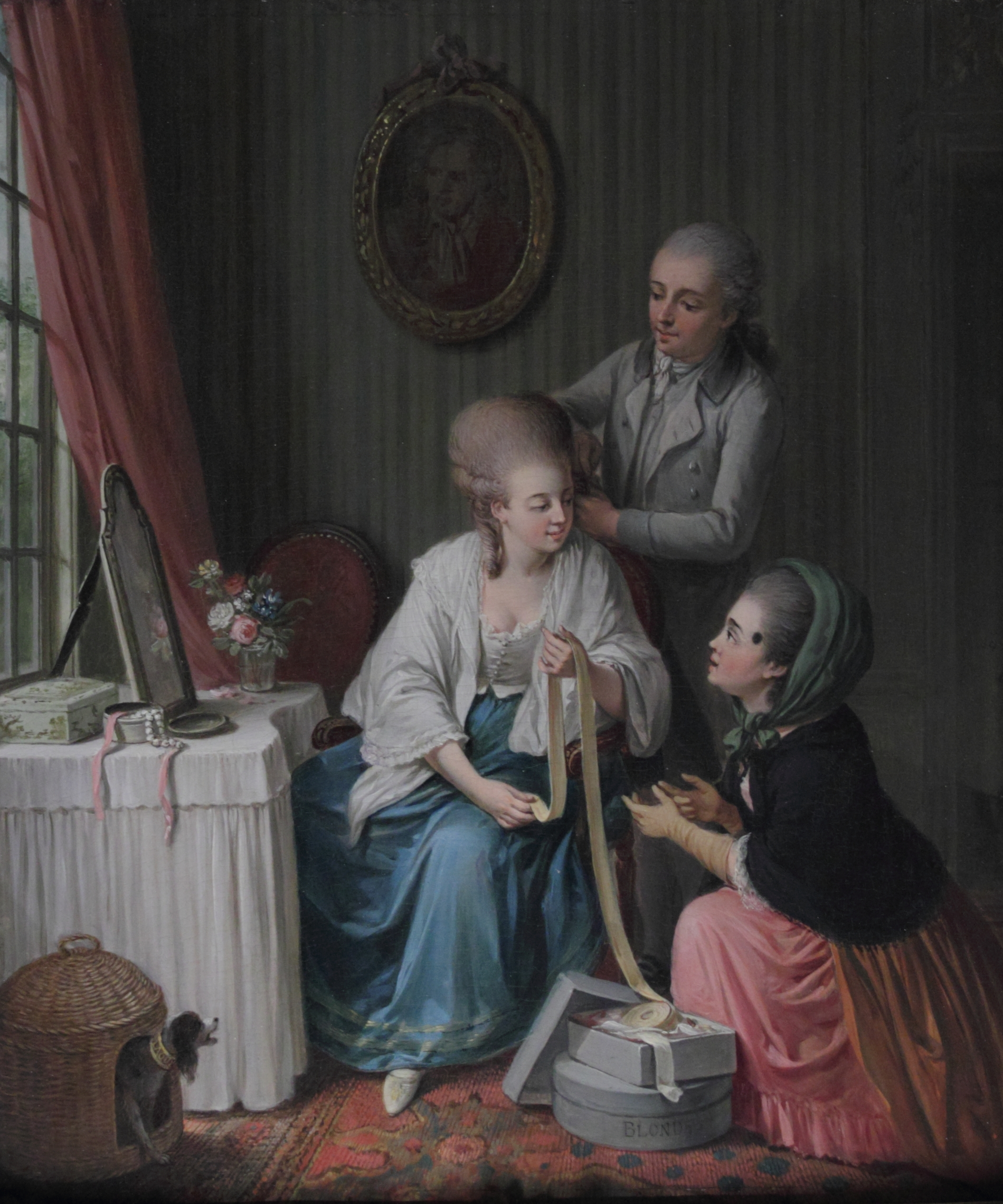
リボンの商人
良い父親
窓辺の農民の母子
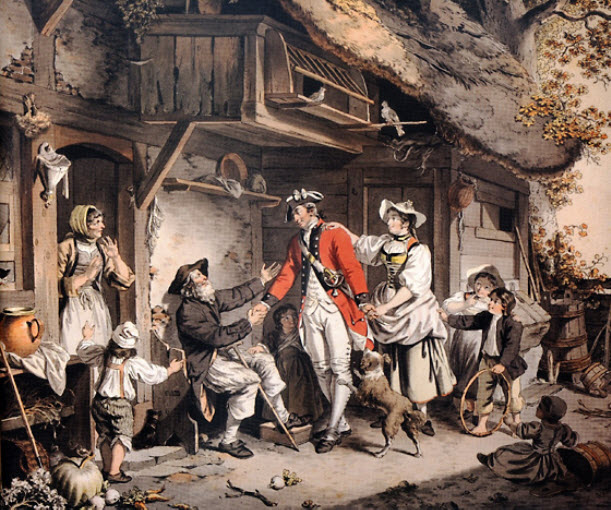
スイス兵の帰還